# المتاجرة بالبشر في فنلندا
إن فنلندا بلد تنقًّل ووجهة ومصدر محدود للذين خضعوا للزواج القسري والعمل القسري والتجارة البشرية من النساء والرجال والفتيات. تدين السلطة التشريعية الفنلندية متاجرة البشر بوصفها جريمة، وقد استوفت معايير بروتوكول الاتحاد الأوروبي حتى قبل دخول الاتفاقية حيز النفاذ. وتتعاون المنظمات غير الحكومية مع الحكومة في مساعدة ضحايا التجارة في البشر. ومع أن الشرطة الفنلندية حققت مع عدد أكبر من الناس وأحالتهم إلى مؤسسات الرعاية سنة 2013، فإن عدد الملاحقات القضائية والإدانات للمشتبه فيهم لا يزال ضئيلًا مقارنةً بالعدد المحتمل للضحايا. وتعمل الحكومة حاليًا على تطبيق قوانين وممارسات ضد المتاجرة بالجنس البشري بهدف تحسين الوضع. ووضع مكتب رصد ومكافحة التجارة البشرية سنة 2017، البلد في التصنيف الأول.

## المتاجرة بالبشر
المتاجرة بالبشر هي عملية تهريب وبيع وشراء البشر، التي قد تحدث على الصعيد العالمي أو في دولة ما، غالبًا بهدف الزواج والعمل القسري وكذلك الاسترقاق الجنسي والاستغلال للقيام بأمور الدعارة أو استئصال الأعضاء. تتضمن أحدث أشكال المتاجرة في البشر التجارة بالبويضات والأرحام. عادةً ما يُجنَّد ضحايا التجارة في البشر أو يؤخذون بالتهديد أو استعمال القوة أو بالخداع أو الاختطاف أو التضليل أو إساءة استعمال السلطة، أو بالاستفادة ممن هم في وضع حرج بغية استغلالهم. إن الفقر من أكبر أسباب المتاجرة بالبشر، وكذلك المستوى العالمي لعدم المساواة بين الجنسين وإفقار وتجويع النساء، إضافةً إلى أنواع أخرى من الصراعات والنكبات والاضطهاد الديني والعرقي، والعنف والتحيّز لأحد الجنسين، خاصةً ضد النساء.

## الانتشار
تُعد عملية تشخيص أحدهم ضحيةً لممارسة المتاجرة بالبشر، أحد أصعب المهام في أثناء حساب نسبة المتاجرة بالبشر. وفقًا للإحصاءات التي أصدرها المكتب الإحصائي الأوروبي، فيما يتعلق بالتجارة بالبشر: بموجب توجيهات الاتحاد الأوروبي، فإن مصطلح «ضحية محددة الهوية» يشير إلى من شخّصتهم السلطات المختصة رسميًا ضحايا للتجارة بالبشر. يُطلق مصطلح «ضحية مفترضة» على الضحايا الذين استوفوا معايير توجيه الاتحاد الأوروبي، لكن لم تشخصهم السلطات الرسمية ضحايا للمتاجرة بالبشر، أو الذين رفضوا أن تُعرف هويتهم رسميًا أو قانونيًا بوصفهم ضحايا للتجارة بالبشر.
سُجّلت مجموعة من 30,146 شخصًا من المحددة هويّاتهم، وكذلك من الضحايا المفترضة في 28 دولة من الدول الأعضاء في الاتحاد الأوروبي سنة 2010-2012، ومنهم نحو 1000 طفل بيعوا بغرض استعمالهم جنسيًا. 80% من الضحايا الذين سُجّلوا كانوا إناثًا، و65% كانوا من مواطني الاتحاد الأوروبي. أما الضحايا من مواطني الاتحاد الأوروبي الذين سُجّلوا، فإن أكثر خمس دول هي بلغاريا ورومانيا وهولندا وهنغاريا وبولندا. وأكثر خمس دول خارج الاتحاد الأوروبي هي نيجيريا والبرازيل والصين وفيتنام وروسيا. تزايد عدد المواطنين المجهولين سنة 2010 - 2011. إنّ 71% من ضحايا استغلال العمال كانوا ذكورًا من مواطني الدول الأعضاء للاتحاد الأوروبي.
إن فنلندا بلد عبور ومكان مقصود للمتاجرة بالبشر، لكنّ ظاهرة المتاجرة بالبشر أقل انتشارًا في فنلندا مقارنةً بأكثر دول الاتحاد الأوروبي. تُعد فنلندا، إلى حد ما، بلدًا مصدرًا للمتاجرة بالبشر. لم تُكتشف حالات متاجرة بالأعضاء الجسدية في فنلندا، وتميل التجارة بالبشر غالبًا إلى اتخاذ أشكال الدعارة واستغلال العمّال. وينتشر استغلال اليد العاملة، خصوصًا في مزارع قطف التوت في فنلندا والمطاعم والتنظيف وصناعة المعادن وفي البناء والأعمال الزراعية الشاقة، إضافةً إلى أعمال المنازل الشخصية. وفقًا لإحصاءات المكتب الإحصائي الأوروبي فقد سُجّل نحو 231 ضحية من ضحايا المتاجرة بالبشر في فنلندا في الفترة 2010-2012. صرّحت الشرطة الفنلندية بوجود 200-250 امرأة عبر الحدود الفنلندية من جهة الشرق، يعملن بائعات هوى أسبوعيًا. وما يقدر سنويًا بـ 10,000-15,000 من بائعات الهوى يعملن في فنلندا بعض الوقت. معظم هؤلاء النساء من روسيا وإستونيا، وبنسبة أقل من ليتوانيا ولاتفيا. ولا يُستبعًد احتمال إجبارهن على العمل بائعات هوى. إن العدد المقابل لضحايا المتاجرة بالبشر الذين سُجّلوا في السودان كان 311، و179 في الدنمارك، و125 في النرويج، و135 في إستونيا، و4,474 في المملكة المتحدة.
عرفت فنلندا أيضًا بكونها بلد تنقّل للمتاجرة في الأطفال. ويأتي معظم الأطفال الذين يعبرون فنلندا من شرق آسيا ويتجهون نحو أماكن أخرى في أوروبا. ويُعد أطفال المهاجرين الذين ما زالوا يبحثون عن ملجأ في فنلندا معرّضون لخطر المتاجرة، فقد اختفى عدد من الأطفال من مراكز إقامة المهاجرين في أثناء عملية اللجوء، ولذلك قد يحدث الاتجار بالأطفال بهدف استغلالهم جنسيًا في فنلندا أيضًا.
أقل من 100 شخص يطلبون المساعدة من ملاجئ المعونة سنويًا في فنلندا.
خلال النصف الأول من عام 2019، أبلغ نظام المساعدة الفنلندي لضحايا الاتجار بالبشر، خلال فترة ستة أشهر تمتد من يناير إلى يونيو، عن 115 حالة متاجرة في البشر، كان أكثرها شيوعًا الزواج القسري والإجبار على العمل في الزراعة أو المطاعم بما يخالف حقوق العمّال. وأفادت سبع من الحالات بوجود تحرشٍ جنسي، وكان الضحايا غالبًا من أفغانستان (17) ونيجيريا (16) والعراق (15) والصومال (15) والكاميرون (7) ورومانيا (5).

## معدلات الإبلاغ والإدانة بجريمة المتاجرة في البشر
أبلغت الدول الأعضاء في الاتحاد الأوروبي عن محاكمة 8,551 بجريمة المتاجرة بالبشر في الفترة 2010-2012. 3,786 من تلك الحالات كانت بتهمة المتاجرة بالبشر. أكثر من 70% من المشتبه بهم كانوا ذكورًا يعيشون في الدول الأعضاء في فنلندا وهم غالبًا ذكور بالغون يديرون أعمالهم في البلد حيث يعيشون، لكن المزيد من النساء والغرباء تورطوا في جريمة المتاجرة في البشر أكثر من تورطهم في معظم الجرائم الأخرى. مع أن معظم من حوكموا أو المدانون بتهمة المتاجرة بالبشر كانوا رجالًا، فإن عدد غير قليل من النساء تورطوا في الأمر. القليل من الجرائم الأخرى تكشف أن بعض الإناث قد شاركن في ارتكاب جرائم كجريمة المتاجرة بالبشر. وقد صرّح فينلا روث، وهو مستشار في مكتب أمين المظالم للأقليات والمقرر الوطني المهتم بشؤون المتاجرة بالبشر، أن معدلات الإدانة بجريمة المتاجرة بالبشر منخفضة جدًا، ويعود السبب في ذلك إلى أن في العديد من القضايا التي يسيطر فيها المهرب أو التاجر على الضحية، فإن المهرب قد يدعي أنه لم يدرك حقيقة أن الضحية كان يعتمد عليه في معيشته. استغلال اعتماد الشخص على أحدهم هو أحد التفاصيل التي تعرف التجارة بالبشر في قانون العقوبات.
تراوحت العقوبات منذ 2006 من 1.5 إلى 5.5 سنوات سجن، لم توجد أي بلاغات حول عقوبات معلقة. لم تقاض الحكومة أي شخص بجريمة السياحة بدافع ممارسة الجنس مع الأطفال سنة 2009.